# Rytířsko
Rytířsko (německy Rittersdorf) je základní sídelní jednotka obce Jamné. Nachází se 1 km západně od Jamného v okrese Jihlava v Kraji Vysočina.
V současné době je osada rozcestím několika turistických značených cest. Stojí zde moderní penzion.

## Název
Název se vyvíjel od varianty Rychyrzka (1556), Rycharzkau (1585), Ritirsko a Rycherka (1846), Ritirsko a Rytířsko (1872), Rycheřka a Rytířka (1881), Rytířsko (1893), Rytiřsko a Rytířsko (1915) až k podobě Rytířsko v roce 1924. Původní jméno Rychýřka vzniklo přidáním přivlastňovací přípony „-ka“ k osobnímu jménu Rychýř (německy Reicher). V 19. století vlivem neporozumění došlo k příklonu ke slovu rytíř (Ritter).

## Historie
Kdy Rytířsko vzniklo, není známo, nicméně jedna z prvních zpráv pochází z doby okolo roku 1550, kdy spolu s Kozlovem patřilo do luckého panství. Jeho majitelem v té době byl Bohuslav Rut z Dírné, po jehož smrti panství přešlo na krále Ferdinanda I. Rytířsko bylo v této době nejspíše pusté a jeho znovuosídlení došlo až někdy okolo roku 1721, kdy panství vlastnili Collaltové. V polovině 18. století za Kouniců došlo v osadě k výstavbě vrchnostenského loveckého zámečku. V době pozemkové reformy v roce 1924 přešel do vlastnictví Widmannů.
V letech 1869–1950 spadala obec jako osada pod obec Kozlov v okrese Jihlava. V dalších letech přešla pod Jamné.

## Přírodní poměry
Rytířsko leží v okrese Jihlava v Kraji Vysočina. Nachází se 1,5 km západně od Jamného, 2 km severně od Kozlova, 4 km severně od Velkého Beranova a 11 km severovýchodně od Jihlavy. Geomorfologicky je oblast součástí Česko-moravské subprovincie, konkrétně Hornosázavské pahorkatiny a jejího podcelku Jihlavsko-sázavská brázda, v jejíž rámci spadá pod geomorfologický okrsek Beranovský práh. Průměrná nadmořská výška činí 558 metrů. V severní částí teče bezejmenný levostranný přítok říčky Šlapanky, na němž se nachází Hladový rybník. Nachází se poblíž hlavního evropského rozvodí. Jsou zde rozsáhlá prameniště kvalitní pitné vody.

## Obyvatelstvo
Podle sčítání 1930 zde žilo v 7 domech 46 obyvatel. 45 obyvatel se hlásilo k československé národnosti a 1 k německé. Žilo zde 46 římských katolíků.

## Hospodářství a doprava
V Rytířsku stojí Penzion Rytířsko. Osadou prochází silnice II/353 z Velkého Beranova do Jamného a silnice III/3532 do Kozlova. V roce 2025 byla zahájena výstavba obchvatu na silnici II/353, která odvede dopravu severně od osady.
Obcí prochází cyklistická trasa č. 5215 z Kozlova do Ždírce a modře značená turistická trasa do Věžničky.